# 日本中毒情報センター
公益財団法人日本中毒情報センター（にほんちゅうどくじょうほうセンター）は、茨城県つくば市に本部を置く公益財団法人である。「中毒110番」の運営で知られる。英文名称はJapan Poison Information Center（略称 JPIC）。

## 沿革
1977年（昭和52年）、日本中毒情報センター設立に向けて、日本救急医学会に中毒小委員会が設置された。約10年の準備期間を経て1986年（昭和61年）7月24日、厚生大臣の設立認可を得て、財団法人日本中毒情報センターを設立した。本部事務局は東京都港区に置いた。
発足時は、救命救急センターを中心とした救急医療体制が整備されつつあり、中毒の治療部門の新設は不要とされた。また、分析センターの設置は、救命救急センターとの関連の中で考慮するのが合理的とされた。このような背景から、情報部門のみに特化した最小限必要なシステムとして、日本中毒情報センターが設立された。
同年9月9日より、大阪府と茨城県の2か所で中毒110番の運営を開始。「大阪中毒110番」は直接運営、「つくば中毒110番」は、財団法人筑波メディカルセンターへの委託事業（2001年8月1日より直接運営に移行）で、両センターで交代制により24時間体制の情報提供を行った。
1994年（平成6年）12月12日より、大阪中毒110番、1996年（平成8年）3月1日からは、つくば中毒110番でダイヤルQ2を導入し、情報提供を有料にした。2006年（平成18年）9月9日からはダイヤルQ2を廃止し、一般向けの情報料を無料にした。2012年（平成24年）には内閣総理大臣の認定を受け、公益財団法人に移行した。

## 事業内容
定款第3条では、本法人の設立目的として「化学物質等に起因する急性中毒等について、一般国民及び医療従事者等に対する啓発、情報提供等を行うことにより、わが国の医療の向上を図るとともに、広く公益に寄与することを目的とする」と定めている。製造・販売事業者から提供された製品情報、電話相談の追跡調査による中毒症例などの情報を収集・整理し、「中毒110番」を通じた情報提供を行う。対象は洗剤や化粧品、ボタン型電池、たばこなどの家庭用品、農薬や工業薬品、毒蛇や毒キノコ、有毒植物などの自然毒、サリンなどの化学兵器等多岐にわたるが、ビー玉や硬貨など有毒性の懸念の無い異物誤飲、細菌性食中毒、薬物依存症、アレルギー、放射性同位元素等は対象としていない。
厚生労働省の委託事業として「NBC災害・テロ対策研修」を主催。化学テロ発生時には、関係機関への情報提供を行う。

### 中毒110番
茨城県つくば市と大阪府箕面市に、それぞれ一般市民向けと医療機関向け、賛助会員向けの3回線を開設。つくばでは9時から21時、大阪では24時間体制で電話を受け付ける。一般市民向けは情報料無料（通話料金は別途）、医療機関向けは1件あたり2000円の情報料が必要となる。このほか、自動音声応答によるたばこ誤飲専用ダイヤルがある。
2016年度の統計では、受信件数は34,201件（このほか「たばこ専用自動応答電話」6,956件）で、患者の年齢層別では5歳以下が77%を占めた。5歳以下の起因物質別分類では化粧品が最も多く、たばこがこれに次いだ。
電話番号は公式サイトを参照。